# Jesper Jørgensen
Jesper Jørgensen, est un ancien footballeur danois, né le 9 mai 1984 à Varde au Danemark. Il évoluait au poste de milieu de terrain.

## Biographie
Jesper Jørgensen commence sa carrière à l'Esbjerg fB. Il reste 8 saisons dans ce club, disputant 173 matchs en championnat.
En janvier 2011, Jesper Jørgensen rejoint le club belge de La Gantoise. Il inscrit 11 buts en championnat avec cette équipe lors de la saison 2011-2012. 
En 2012, Jesper signe un contrat en faveur du FC Bruges. Il participe avec cette équipe à la Ligue Europa.
Jesper Jørgensen reçoit une sélection avec l'équipe du Danemark B (l'antichambre de l'équipe nationale), le 23 janvier 2009, lors d'un match amical face à la Thaïlande.

## Palmarès
- Vainqueur de la Coupe de Belgique en 2015 avec le SV Zulte Waregem
- Finaliste de la Coupe du Danemark en 2006 et 2008 avec le Esbjerg fB